# Hermann Gielow
Hermann Gielow (ur. 8 października 1892 w Rycsdorf, zm. 16 marca 1951 w Poznaniu) – niemiecki zbrodniarz, szofer samochodu-komory gazowej w obozie zagłady Kulmhof i SS-Hauptscharführer.
Wzięty do niewoli sowieckiej w Poznaniu. Jeden z dwóch (obok Waltera Pillera) osądzonych i skazanych na karę śmierci po wojnie w Polsce członków załogi obozu zagłady Kulmhof. Jego proces miał miejsce w Poznaniu w dniach 6 kwietnia – 16 maja 1950. Stracony przez powieszenie w marcu 1951.